# Морнарички истражитељи: Њу Орлеанс (3. сезона)
Трећа сезона америчке полицијо-процедуралне драме МЗИС: Нови Орлеанс је емитована од 20. септембра 2016. до 16. маја 2017. године на каналу ЦБС. Сезону је продуцирао Телевизијски студио "ЦБС". Директор серије серије Морнарички истражитељи: Нови Орлеанс Гери Гласберг преминуо је током продукције ове сезоне.

## Опис
Ванеса Ферлито се придружила главној постави на почетку сезоне.

## Улоге

### Главне
- Скот Бакула као Двејн Касијус Прајд
- Лукас Блек као Кристофер Ласејл
- Ванеса Ферлито као Тами Грегорио
- Роб Керкович као Себастијан Ланд
- Дерил „Чил” Мичел као Патон Плејм
- Шалита Грант као Соња Перси
- ККХ Паундер као др Лорета Вејд

### Епизодне
- Челси Филд као Рита Деверо (епизоде 16-17, 20)

## Епизоде
| Бр. у серији | Бр. у сезони | Наслов                      | Редитељ           | Сценариста                                                        | Премијерно емитовање | Бр. гледалаца (у милионима) |
| --- | ------------ | --------------------------- | ----------------- | ----------------------------------------------------------------- | -------------------- | --------------------------- |
| 48 | 1            | "Посттраума"                | Џејмс Хејман      | Бред Керн                                                         | 20. септембар 2016.  | 11.12                       |
| Док снајпериста вреба по Новом Орлеансу, екипа мора такође да се суочи са Бродиним изненадним одласком и доласком специјалне агенткиње ФБИ-ја Грегориове да истражи екипу.Прва појава Тами Грегорио. |              |                             |                   |                                                                   |                      |                             |
| 49 | 2            | "Сумњиви умови"             | Мајкл Зинберг     | Кристофер Силбер                                                  | 27. септембар 2016.  | 10.76                       |
| Екипа истражује случај убиства у коме је осумњичен Прајдов друг из војне службе Елвис. У међувремену, ФБИ наставља да истражује изнутра Прајдову екипу након одласка Бродијеве и смрти Русоа. ФБИ преузима случај, упркос томе што је жртва војно лице, али Прајдова екипа одбија да се повуче и проналази кључан доказ присиљавајући ФБИ на сарадњу. Прајдов друг Елвис успева да пронађе правог злочинца и да докаже своју невиност. Грегориовој је наређено да ради са МЗИС-ом да би средили један картел. |              |                             |                   |                                                                   |                      |                             |
| 50 | 3            | "Човек у пожару"            | Роб Мороу         | Зек Страус                                                        | 11. октобар 2016.    | 9.62                        |
| Екипа је доведена у тежак положај јер мора да спаси војног подофицира који је отет у Мексику. У међувремену, Грегориова има потешкоћа јер почиње да ради са Прајдовом екипом и извешштава свој штаб о поступцима његове екипе. |              |                             |                   |                                                                   |                      |                             |
| 51 | 4            | "План бекства"              | Џејмс Вaјтмор мл. | Дејвид Апелбаум                                                   | 18. октобар 2016.    | 9.53                        |
| Себастијан је отет и присиљен да хакује савезни поправни дом и да помогне серијском убици да побегне и да побегне са њим до границе. У међувремену, Себастијанова мајка долази у посету. |              |                             |                   |                                                                   |                      |                             |
| 52 | 5            | "Исправак курса"            | Тони Вармби       | Чед Гомез Криси                                                   | 25. октобар 2016.    | 9.62                        |
| Прајд и његова екипа истражују авионску несрећу у којој је погинуло шест подофицира за коју се касније испоставља да је убиство и да има везе са ЦИА-ом. У међуврмену, Ласејл и Персијева разговарају са кандидатима који би могли да замене Бродијеву. Такође, Грегориова размишља да ли да остане у Новом Орлеансу или да се врати у Вашингтон. |              |                             |                   |                                                                   |                      |                             |
| 53 | 6            | "Један добар човек"         | Роберт Гринлеј    | Гвендолин М. Паркер                                               | 15. новембар 2016.   | 9.17                        |
| Кад је МВК-овац са обуке пронађен мртав након што је пријављен његово НО, екипа открива мрачну тајну коју је крио о његовој прошлости - и заверу која досиже до градоначелника Хамилтона. У међувремену, Ласејл покушава да разбукти стари пламен, који има велико изненађење за њега, а др. Вејд покушава да наговори Прајда да убеди Денија да иде на факултет, а не у војску. |              |                             |                   |                                                                   |                      |                             |
| 54 | 7            | "Одметници"                 | Мери Лу Бели      | Грета Хајнмен                                                     | 22. новембар 2016.   | 8.50                        |
| Екипа истражује смрт мотористе који је морнар из Мисисипија и касније открива да је то можда почетак старог противништва између две банде моториста. Персијева одлази на тајни задатак да пронађе свог старог доушника који ради у једној од банди. У међувремену, Грегориова охрабрује Ласејла да разговара са Прајдом о његовом новопронашлом очинству. |              |                             |                   |                                                                   |                      |                             |
| 55 | 8            | "Музика за моје уши"        | Мајкл Зинберг     | Кејт Сарџент Куртис                                               | 6. децембар 2016.    | 9.36                        |
| Подофицирка која је чланица једног престижног бенда у Новом Орлеансу је пронађена мртва, а њен сестрић је једини сведок злочина. У међувремену, Грегориова и даље размишља да ли да остане у Новом Орлеансу или да се врати у Вашингтон. Такође, Персијева сазнаје за Ласејлово дете, а Себастијан размишља да се пријави за агента МЗИС-а. |              |                             |                   |                                                                   |                      |                             |
| 56 | 9            | "Претерати"                 | Гордон Лонсдејл   | Рон Макги                                                         | 13. децембар 2016.   | 10.01                       |
| Екипа истражује војника који је ентузијазиста за ауто трке и који је погинуо фаталној несрећи, али Прајд сумња на убиство. У међувремену, Ласејл прима вести да Такер није његов син и да његов прави отац долази по њега. Упркос лажи, Ласејл одлучује да помогне Мелоди да се склони од њега. У ФБИ-ју, Грегориова помаже помоћници државног тужиоца Хани Ли да изгради случај против Гарсије док покушава да помогне у истрази МЗИС-а у исто време.                                                        |              |                             |                   |                                                                   |                      |                             |
| 57 | 10           | "Прати новац"               | Стејси Блек       | Кристофер Силбер                                                  | 3. јануар 2017.      | 9.62                        |
| Прајд и његова екипа истражују нестанак веренице породичног пријатеља који је такође вођа великог картела који шверцује дрогу. Сукоб занимања се појављуја када је откривено да картел истражују Грегориова и ФБИ. |              |                             |                   |                                                                   |                      |                             |
| 58 | 11           | "Нек иде"                   | Нина Лопез-Корадо | Бред Керн и Тејлор Страјц                                         | 17. јануар 2017.     | 9.33                        |
| Прајд узима ствар у своје руке и без ФБИ-ја креће да ухвати Гарсију. Екипа се нуди да помогне знајући последице свог учествовања. Прајд предлаже да Себастијан оде на тајни задатак да ухвати Гарсију. На крају, Гарсија је ухапшен, а Грегориова се званично придружила екипи. |              |                             |                   |                                                                   |                      |                             |
| 59 | 12           | "Пакао у дубокој води"      | Мајкл Зинберг     | Зек Страус                                                        | 24. јануар 2017.     | 9.18                        |
| Прајдова екипа ради против сата да би спасила Прајда са нафтне платформе док он покушава да ухапси осумњичене убице које раде на нафтној платформи на великој експлозији. У међувремену, Грегориова започиње свој први радни дан као агент МЗИС-а, а Себастијан креће на обуку за агента МЗИС-а. |              |                             |                   |                                                                   |                      |                             |
| 60 | 13           | "Повратак краља"            | Џејмс Хејман      | Дејвид Апелбаум                                                   | 7. фебруар 2017.     | 9.01                        |
| Екипа тражи стручног рачунарског хакера повезаног са "Задругом", хакерском организацијом коју је основао Елвис, након што је четворо људи побијено и након што је снимак који оптужује неколико градских званичника изашао. |              |                             |                   |                                                                   |                      |                             |
| 61 | 14           | "Пандорина кутија (2. део)" | Левар Бартон      | Кристофер Силбер                                                  | 14. фебруар 2017.    | 10.32                       |
| На захтев специјалног агента Лероја Џетра Гибса специјални агенти Тимоти Мекги и Николас Торес путују у Нови Орлеанс да помогну Прајду и његовој екипи да поврате украдену терористичку бележницу. У деловању помажу Торес и Гергориова са теренског положаја. |              |                             |                   |                                                                   |                      |                             |
| 62 | 15           | "Крај пута"                 | Ед Орнелас        | Чед Гомез Криси                                                   | 21. фебруар 2017.    | 9.58                        |
| Екипа истражује страшно убиств подофицира за које Лорета схвата да га је можда починио исти убица против кога је она сведочила и због чега је осуђен на 20 година затвора који је недавно пуштен и можда тражи освету. Касније, убица је ухаћен, али тврди да је невин па Прајд истажује последње убиство и сумња да је убици смештено за оба злочина. |              |                             |                   |                                                                   |                      |                             |
| 63 | 16           | "Последње стајалиште"       | Шарат Раџу        | Грета Хајнмен                                                     | 7. март 2017.        | 9.06                        |
| Прајдова дугогодишња другарица државна и војна заступница тражи да МЗИС истражи нестанак заступника из САГ-а коме су стручност поверљиви случајеви и који помаже на личној војној академији.Прва појава Рите Деверо. |              |                             |                   |                                                                   |                      |                             |
| 64 | 17           | "Брзо, тихо, смртоносно"    | Ренди Зиск        | Рон Макги                                                         | 14. март 2017.       | 10.43                       |
| Прајдова екипа креће у потеру за добро обученим војником без досијеа након што је напао шесторо грађана у кафани. Ипак, случај постаје сложен када је откривено да је војникову жену отео ланац шверцовања жена. |              |                             |                   |                                                                   |                      |                             |
| 65 | 18           | "Убити змаја"               | Мери Лу Бели      | Кејт Сарџент Кертис                                               | 14. март 2017.       | 10.43                       |
| Бивши муж Грегориове, који је нестао након што је проневерио више од 80 милиона долара из фонда за помоћ због урагана Катрина, долази у Нови Орлеанс након што је Прајдова екипа нашла повезаност између њега и истраге убиства. |              |                             |                   |                                                                   |                      |                             |
| 66 | 19           | "Услуга за услугу"          | Алекс Закрзуски   | Зек Страус                                                        | 28. март 2017.       | 9.17                        |
| Док су истраживали несрећу са смртним исходом у војној бази, МЗИС открива да је јединица Морских мува отрована заразним супер вирусом због чега је остатак базе и цео Нови Орлеанс у опасности од катастрофалног ширења заразе. Такође, током обдукције, Вејдода је отрована вирусом и речено јој је да ће јој остати неколико сати живота ако се противотров не нађе. |              |                             |                   |                                                                   |                      |                             |
| 67 | 20           | "НОЛА Поверљиво"            | Џери Меклеод      | Дејвид Апелбаум и Тејлор Страјц                                   | 4. април 2017.       | 8.88                        |
| Ласејлов стари партнер из Одељења за пороке новоорлеаншког полицијског одељења подпада под истрагу након што је дрога из ормарића за доказе НОПО-а изашла на улице и прошверцована на војни брод. Прајд и Рита разговарјау о свом односу док Рита истражује Хамилтонову повезаност са осиромашеним насељем Чисте воде. |              |                             |                   |                                                                   |                      |                             |
| 68 | 21           | "Флота2                     | Тони Вармби       | Џудит Мекрери                                                     | 18. април 2017.      | 10.16                       |
| Прајдова екипа ризикује своје каријере након што је Прајд озвучио Хамилтонов мобилни да би помогао да се он ухапси док екипа истражује тајанствену крађу војног оружја. |              |                             |                   |                                                                   |                      |                             |
| 69 | 22           | "Нокаут (1. део)"           | гордон Лонсдејл   | Чед Гомез Гриси и Грета Хајнмен                                   | 2. мај 2017.         | 8.69                        |
| Након убиства војног капелана, екипа (сем Персијеве) тражи везу између убиства, градоначелника Хамилтона и његовим плановима за Чисте воде. |              |                             |                   |                                                                   |                      |                             |
| 70 | 23           | "Низ зечју рупу (2. део)"   | Едвард Орнелас    | Бред Керн                                                         | 9. мај 2017.         | 9.02                        |
| Након што траг о једном од Хамилтонових људи пође страшно по злу, екипа се суочава са политичким притиском да прекину своју истрагу. |              |                             |                   |                                                                   |                      |                             |
| 71 | 24           | "Песничка правда (3. део)"  | Џејмс Хејман      | Синопис: Кристфер Силбер Сценарио: Кристофер Силбер и Кетрин Бети | 16. мај 2017.        | 9.22                        |
| Прајд је принуђен да лажира своју смрт и да се одметне да би ухватио Хамилтона и суочио га са његовим злочинима. У међувремену, остатак екипе тражи помоћ од директора ФБИ-ја како би пронашли Прајда. |              |                             |                   |                                                                   |                      |                             |

## Производња

### Развој
Серија Морнарички истражитељи: Нови Орлеанс је обновљена за трећу сезону 25. марта 2016. Трећа сезона је била последња сезона коју је продуцирао творац и директор серије Гери Гласберг који је преминуо 28. септембра 2016. Ове сезоне је приказана унакрсна епизода серија Морнарички истражитељи и Морнарички истражитељи: Нови Орлеанс из два дела. Скот Бакула и Лукас Блек појавили су се као Двејн Прајд и Кристофер Ласејл у петнаестој епизоди четрнаесте сезоне Морнаричких истражитеља под називом „Пандорина кутија (1. део)„. У другом делу Марк Хармон, Шон Мареј и Вилмер Валдерама појавили су се као Лерој Џетро Гибс, Тимоти Мекги и Николас Торес у епизоди ове сезоне под називом „Пандорина кутија (2. део)“ која је емитована 14. фебруара 2017. Серија морнарички истражитељи: Нови Орлеанс је обновљена за четврту сезону 23. марта 2017.

### Избор глумаца
Зои Меклилан која је тумачила посебну агенткињу Мередит Броди, није се вратила у ову сезону, а бивша чланица главне поставе серије Место злочина: НЈ Ванеса Ферлито придружила се главној постави као посебна агенткиња Тами Грегорио.

## Емитовање
Трећа сезона серије је премијерно приказана 20. септембра 2016.